# Gymnothorax isingteena
Gymnothorax isingteena és una espècie de peix de la família dels murènids i de l'ordre dels anguil·liformes.

## Morfologia
Els mascles poden assolir els 180 cm de longitud total.

## Distribució geogràfica
Es troba des de Maurici i les Comores fins a l'oest del Pacífic.

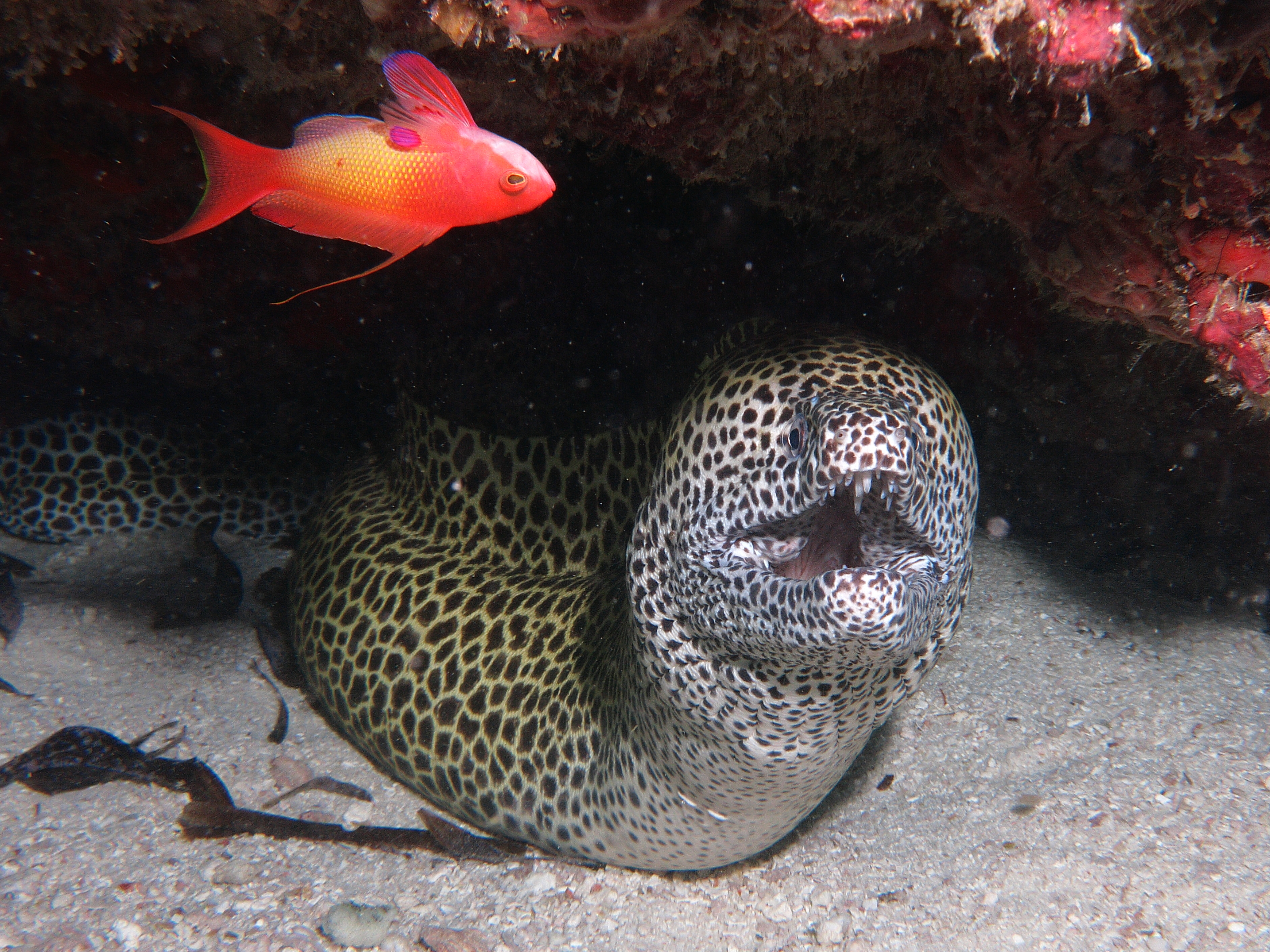
Gymnothorax isingteena